# Barbara Sordylowa
Barbara Sordylowa z domu Martysiuk (ur. 8 października 1934 w Krakowie, zm. 12 lutego 2016 tamże) – polska polonistka, bibliotekarka i bibliotekoznawca, dyrektor Biblioteki Polskiej Akademii Nauk (PAN) w Warszawie.

## Życiorys
Urodziła się i wychowywała w Krakowie. Jej matka Barbara z domu Kowalska pochodziła z zasłużonej dla Krakowa rodziny.
W 1960 r. poślubiła polonistę Władysława Sordyla. Miała córkę Danutę.
Od 1976 r. mieszkała w Warszawie. Po przejściu na emeryturę w 2003 r. wróciła do Krakowa, gdzie zmarła 12 lutego 2016 r. Pochowana została na cmentarzu Rakowickim.

## Kariera zawodowa
Po maturze w IX Liceum Ogólnokształcącym w Krakowie studiowała polonistykę na Uniwersytecie Jagiellońskim (1952–1956).
Od 1957 zatrudniona w Bibliotece Jagiellońskiej, gdzie opracowywała księgozbiory podworskie, zajmowała się klasyfikacją nauk ekonomicznych w katalogu systematycznym oraz prowadziła katalog przedmiotowy  wydawnictw polskich.
W 1962 zdała egzamin na stanowisko bibliotekarza dyplomowanego. W 1966 otrzymała stanowisko adiunkta bibliotecznego dyplomowanego.
Pełniła także funkcje kierownicze, m.in. kierownika Oddziału Gromadzenia i Uzupełniania  Zbiorów (1969–1972) i Oddziału Informacji Naukowej (1972–1974).
W 1974 została zastępcą dyrektora Biblioteki Jagiellońskiej ds. informacji naukowej i zbiorów specjalnych.
W 1976 objęła stanowisko zastępcy dyrektora Biblioteki Polskiej Akademii Nauk (PAN) w Warszawie.
W latach 1981–2003 piastowała stanowisko dyrektora Biblioteki Polskiej Akademii Nauk (PAN) w Warszawie.
Przez wiele lat pracowała w Zarządzie Stowarzyszenia Bibliotekarzy Polskich. W latach 1985–1990 przewodniczyła Komisji Wydawniczej przy Zarządzie Głównym Stowarzyszenia Bibliotekarzy Polskich.
Wchodziła w skład Komisji Egzaminacyjnej dla Bibliotekarzy i Dokumentalistów Dyplomowanych (1984–1987).
W latach 1989–1991 na zlecenie Centralnej Komisji do Spraw Tytułów i Stopni Naukowych opracowała pięć opinii rzeczoznawczych dotyczących uchwał rad wydziałów o nadanie stopnia doktora habilitowanego w zakresie bibliotekoznawstwa i informacji naukowej.
W 1990 została powołana na członka Komitetu Naukoznawstwa przy Prezydium PAN, którego była sekretarzem (1993–1995) oraz przewodniczącą Sekcji Informacji i Komunikacji Naukowej (1996–2006).
W latach 1991–1993 przewodniczyła Zespołowi ds. Informacji Naukowej i Upowszechniania Nauki przy Komitecie Badań Naukowych.
Była członkiem: Senackiej i Rektorskiej Komisji Bibliotecznej UJ, Komisji do Spraw Struktury i Rozwoju UJ, Rady Naukowej Biblioteki PAN w Warszawie (1981–2004), Państwowej Rady Bibliotecznej przy Ministerstwie Kultury i Sztuki (1983–1990) oraz Rady Naukowej Biblioteki Gdańskiej PAN (1999–2006).
W 2003 po postawienia Biblioteki PAN w Warszawie w stan likwidacji przeszła na emeryturę.

## Kariera naukowa
W 1969 obroniła na Uniwersytecie Łódzkim rozprawę doktorską „Gabriel Korbut i jego zasługi dla bibliografii literackiej w Polsce”, napisaną pod kierunkiem prof. Heleny Więckowskiej.
Prowadziła zajęcia dydaktyczne w Międzywydziałowym Studium Bibliotekoznawczym UJ oraz w Zakładzie Bibliotekoznawstwa i Informacji Naukowej przy Instytucie Filologii Polskiej UJ.
W 1988 na Uniwersytecie Wrocławskim uzyskała stopień doktora habilitowanego w zakresie bibliotekoznawstwa i informacji naukowej  na podstawie pracy „Informacja naukowa w Polsce. Problemy teoretyczne, źródła, organizacja” oraz stanowisko docenta w Bibliotece PAN w Warszawie.
W latach 1993–1996 zatrudniona na stanowisku profesora nadzwyczajnego w Katedrze Bibliotekoznawstwa i Informacji Naukowej Uniwersytetu Łódzkiego, w którym prowadziła wykłady z bibliografii i innych źródeł informacyjnych oraz seminaria magisterskie na studiach stacjonarnych.
Była redaktorem naczelnym czasopisma „Przegląd Biblioteczny” (1978–2003) oraz redaktorem naukowym 2 tomu „Słownika polskich towarzystw naukowych” (1986).
W sferze jej zainteresowań badawczych były: bibliotekoznawstwo, informacja naukowa i bibliografia literacka. W okresie pracy w Bibliotece PAN  zintensyfikowała studia nad zagadnieniami informacji naukowej, zaangażowała się w budowę Systemu Informacji Naukowej, Technicznej i Organizacyjnej SINTO, kontynuowała badania problemów związanych ze specjalizacją bibliotek, źródłami informacji naukowej, rolą Biblioteki Narodowej w krajowym systemie biblioteczno-informacyjnym, miejscem informacji i komunikacji społecznej wśród nauk humanistycznych, powoływaniem bibliotek centralnych oraz współpracą międzynarodową w zakresie bibliologii i nauk pokrewnych.
Występowała z referatami na licznych konferencjach naukowych w Polsce i za granicą.
Ogółem jej bibliografia za lata 1965–2015 liczy ponad 130 pozycji.

## Ważniejsze publikacje
- „Literatura polska” Gabriela Korbuta: z dziejów polskiej bibliografii literackiej. Kraków, 1971
- Podstawowe zagadnienia informacji naukowej. Kraków, 1977
- Gabriel Korbut : życie i dzieło. Wrocław, 1978
- Informacja naukowa w Polsce : problemy teoretyczne, źródła, organizacja. Wrocław, 1987
- Z problematyki bibliotek i informacji naukowej. Warszawa,  1997
- Wybrane zagadnienia informacji i komunikacji naukowej oraz bibliotek. Szkic wspomnieniowy. Kraków 2015

## Nagrody, wyróżnienia
- Złoty Krzyż Zasługi (1980)
- Krzyż Kawalerski Orderu Odrodzenia Polski (1988)
- Nagroda Ministerstwa Nauki, Szkolnictwa Wyższego i Technicznego (1972)
- Nagroda Stowarzyszenia Wydawców Polskich (1978)
- Honorowa Odznaka Stowarzyszenia Bibliotekarzy Polskich (SBP) (1984)
- Medal z okazji 70-lecia SBP (1988)
- Medal SBP „Bibliotheca Magna Perennisque” (1996),
- Medal „W dowód uznania” za zasługi dla bibliotekarstwa i SBP (2004)[1][2]